# بلدة بارك (مقاطعة أوتاوا)
بارك، مقاطعة أوتاوا (بالإنجليزية: Park Township, Ottawa County, Michigan)‏ هي بلدة تقع بولاية ميشيغان في الولايات المتحدة. تبلغ مساحتها 55.2 (كم²)، وترتفع عن سطح البحر 186 م، بلغ عدد سكانها 17579 نسمة في عام تعداد الولايات المتحدة 2000 حسب إحصاء مكتب تعداد الولايات المتحدة وتصل الكثافة السكانية فيها 352.1 نسمة/كم2.

## وصلات خارجية
- http://www.parktownship.org/
- The US50 - Cities and Towns in Michigan State
- Michigan Cities and Towns, Facts, Map, Flag, Colleges, Government, and More